# 小篠敏
小篠 敏（おざさ みぬ）は江戸時代の儒学者、国学者。遠江国浜松出身。山脇東洋に漢学、谷川士清に垂加神道、新井白蛾に易学、松崎観海に古文辞学、本居宣長に国学を学び、石見浜田藩に医学・儒学をもって仕えた。長男二宮彦可は整骨医。

## 名前
姓の小篠は「おざさ」と読むが、友人蓬萊尚賢には「しの」とも呼ばれている。下総国匝瑳党小匝瑳氏に由来し、浜田市金城町に小笹（おざさ）という字がある。
通称は道沖といい、寛政2年（1790年）任官に当たって大記と改称した。名は敏といったが、幕府の忌諱に触れるため、字の轡竜で代用していたところ、本居宣長により「敏」の呉音ミヌから「御野」の字を与えられた。出身地に因んで東海とも号した。

## 生涯
享保12年（1727年）遠江国浜松大工町に田淵玄可の次男として生まれた。故郷で国学・古文辞学等の薫陶を受け、京都で山脇東洋に漢学、伏見で稲田大進に瘍医学を学んだ。若くして谷川士清に垂加神道を学び、20代には京都で新井白蛾に易学を学んだ。白須賀神明宮内藤兵庫とも交流して、臼井帯刀流神道を学んだ。
宝暦2年（1752年）石見浜田藩医小篠秀哲の養子となり、明和2年（1765年）5月25日跡を継いだ。藩主松平康福に儒学の才を認められてしばしば参勤交代に随行し、江戸で松崎観海に古文辞学を学んだ。康福の古河藩、岡崎藩転封に従い、明和6年（1769年）11月18日浜田に帰着した。
安永4年（1775年）松崎観海と死別すると、代わって本居宣長と交流を深め、国学に傾倒した。安永8年（1779年）同僚と国学研究会を立ち上げ、自宅奥の間に祭壇を設けて舎人親王・太安万侶を祀った。安永9年（1780年）『源氏物語』を好んだ松平康定の命で松坂に派遣され、本居宣長に入門して1年間講義を受けた。帰国後自宅に藩校を設立し、『学記』に因み長善館と名付け、国学・漢学のほか、弓術・剣術も指導した。
天明4年（1784年）春所用のため肥前国長崎を訪れ、夏松坂に滞在した。同年鈴木梁満が宣長に入門すると、以前から悪名高い人物だと訴え、天明6年（1786年）10月破門させた。天明6年（1786年）春長崎を再訪し、太宰府天満宮・筥崎八幡宮・宇美八幡宮を参詣した後、夏松坂に滞在した。天明8年（1788年）秋山根信満と長崎に行き、オランダ人を相手に「オヲ所属弁」の検証を行った。
寛政2年（1790年）左眼を失明した。寛政3年（1791年）儒臣に取り立てられ、100石を給された。寛政5年（1793年）8月14日養子行蔵に家督を譲り、隠宅を無楽軒と号した。寛政6年（1794年）国学普及のため出雲に行って講義を行った。寛政7年（1795年）4月松坂を訪れて宣長の伊勢神宮参詣に同校し、8月藩主松平康定を迎えて伊勢参詣を手配し、宣長に引き合わせた。寛政8年（1796年）3月江戸へ向かい、9月帰国した。
享和元年（1801年）10月8日病没し、10日浜田観音寺に葬られた。昭和51年（1976年）3月25日墓は浜田市文化財に指定された。

## 著書
- 『周易蠡測』[27] - 享和元年（1801年）3月成立、文化6年（1809年）5月刊[8]。書名は『漢書』「以蠡測海」に因る[28]。
- 『詩書傍註』[29]
- 『易翼詳解』[29]
- 『続日本紀考証』[29]
- 『三礼旁註』[29]
- 『公事根源私考』[29]
- 『日本書紀考証』 - 岡熊臣に影響を与えた[30]。
- 『周易証象』[31]
- 『令義解私考』[29]
- 『周礼儀礼諺解』[29]
- 『礼記旁註』[29]
- 『篠舎漫録』[29]

## 『玉勝間』への貢献
宣長著『玉勝間』の数条は小篠敏の報告に基づく。
- 巻二「五十連音をおらんだびとに唱へさせたる事」
宣長著『字音仮字用格』「オヲ所属弁」を受け、天明8年（1788年）山根信満と長崎に行き、オランダ人に五十音を読ませたところ、ヰをウイ、ヱをウエ、ヲをウオのように発音し、オランダ語の発音上ア行とワ行が区別されることを確認した[20]。
- 巻七「石見の海なる高島」
祇園宮に伝わる楠を祭る俚謡について報告した[32]。
- 巻九「石見国なるしづの岩屋」
邑智郡岩屋村（邑南町岩屋）の洞穴を『万葉集』の「志都乃石室」に比定した[32][33]。
- 巻九「対馬の式社」
対馬の知人を通じて報告した[34]。
- 巻十「出雲国なる黄泉の穴」
門人斎藤秀満に簸川郡奥岡村（出雲市奥宇賀町）鰐淵山山腹の洞窟を調査させ、『出雲国風土記』の「黄泉之穴」に比定した[34]。

## 親族
先祖は巌瀬氏を名乗って三河西尾藩に仕えたが、正保元年（1644年）致仕して浜松に移り、帰農した。
- 父：田淵玄統 - 20歳頃死別した[35]。昭和初年まで浜松市齢松寺に墓があったが、移転の際失われた[36]。
- 母：内田氏[36]
- 妻：柳瀬方塾孫[37]
- 養父：小篠秀哲 - 浜田藩医、10人扶持[37]。
- 長男：二宮彦可 - 名は献[38]。整骨医。
- 次男：犬飼知足 - 浜田藩士[38]。
- 三男：小野寺成美（世美） - 津和野藩士[38]。字は叔済、号は元斎[39]。
- 養子：小篠紀 - 通称は行蔵、字は士綱[38]、号は北岳[17]。京都・大坂に遊学し、岡山で湯浅常山、赤穂で赤松滄洲に学んだ[40]。